# Nekrolog 3. Quartal 1945
Nekrolog
◄◄
| ◄
| 1941
| 1942
| 1943
| 1944
| 1945 | 1946 | 1947 | 1948 | 1949 | ► | ►►
1. Quartal |
2. Quartal |
3. Quartal |
4. Quartal 1945
Weitere Ereignisse | Allgemeiner Nekrolog 1945
Die Beschreibung der verstorbenen Person sollte so kurz wie möglich gehalten sein und nur deren signifikante Tätigkeit(en) enthalten.
Neue Namen ggf. auch unter dem Geburts- und Sterbedatum, also etwa unter 1. Januar und im Geburts- und Sterbejahr (2024) eintragen (nur bei entsprechender großer Wichtigkeit). Für Beispiele siehe die schon vorhandenen Artikel.
Außerdem über die fünf zuletzt Verstorbenen, zu denen es einen ausreichend guten Artikel für eine Präsentation auf der Hauptseite gibt, nach der todesbedingten Überarbeitung der Artikel ggf. auch unter Wikipedia Diskussion:Hauptseite informieren und sie am besten auch in den anderen Wikipedia-Sprachversionen eintragen. Tipp: Regelmäßig bei news.google.de nach „ist tot“, „gestorben“ oder „verstorben“ suchen.
Wenn eine Person gestorben ist, gibt es viele Seiten zu dieser Person in der Wikipedia, die davon auch betroffen sind und entsprechend aktualisiert werden müssen. Beispiele: Namenübersichtsseite, Geburtsjahr, Geburtsort-Seiten und viele mehr.
Wie finde ich die betroffenen Seiten?
Im Suchfeld auf der linken Seite gibt man den Suchbegriff so ein: „Vorname Nachname“. Dann klickt man auf Volltext und alle Seiten mit entsprechendem Suchtext werden aufgerufen. Hier sieht man dann schnell, wo auch das Todesjahr Sinn macht oder sogar ein Teil des Artikels angepasst werden muss. Auch hilft das „Werkzeug“ auf der linken Seite sehr gut, um solche Seiten aufzufinden: „Links auf diese Seite“. Somit ist die Wikipedia wieder aktuell in allen Bereichen! Hinweis: bei Eintragung der Kategorie „Gestorben JAHR“ wird der Missbrauchsfilter 49 ausgelöst, was jedoch nicht schlimm ist. Siehe: Spezial:Missbrauchsfilter/49
Dies ist eine Liste von im dritten Quartal 1945 verstorbenen bekannten Persönlichkeiten. Die Einträge erfolgen innerhalb der einzelnen Daten alphabetisch sortiert. Tiere sind im Nekrolog für Tiere zu finden.

## Juli
| Tag      | Name                               | Beruf, bekannt als | Alter | Beleg |
| -------- | ---------------------------------- | --- | ----- | ----- |
| 1. Juli  | Willibald Borowietz                | deutscher Offizier, zuletzt Generalleutnant der Wehrmacht                                                                 | 51    |       |
| 1. Juli  | Thomas B. Fletcher                 | US-amerikanischer Politiker                                                                                               | 65    |       |
| 1. Juli  | Anton Rathke                       | deutscher Generalleutnant der Wehrmacht                                                                                   | 57    |       |
| 1. Juli  | Otto Voß                           | deutscher Gymnasiallehrer und Dichter                                                                                     | 66    |       |
| 1. Juli  | Adalbert Zuckschwerdt              | deutscher Konteradmiral                                                                                                   | 71    |       |
| 2. Juli  | Ernst Friedrich Bange              | deutscher Kunsthistoriker                                                                                                 | 52    |       |
| 2. Juli  | Oscar R. Benavides                 | General und Staatspräsident von Peru                                                                                      | 69    |       |
| 2. Juli  | Cyril Coaffee                      | kanadischer Leichtathlet                                                                                                  | 48    |       |
| 2. Juli  | Max Horten                         | deutscher Orientalist | 71    |       |
| 2. Juli  | Wilhelm Landmann                   | deutscher Chemiker und Generaldirektor der WASAG                                                                          | 76    |       |
| 2. Juli  | Karl von Mangoldt                  | deutscher Wohnungsreformer                                                                                                | 76    |       |
| 2. Juli  | Peter Chalmers Mitchell            | britischer Zoologe | 80    |       |
| 2. Juli  | Léon Printemps                     | französischer Maler | 74    |       |
| 2. Juli  | Otto Urstadt                       | deutscher Politiker (Fortschritt, DDP)                                                                                    | 76    |       |
| 3. Juli  | Walter von Boetticher              | deutscher Historiker, Genealoge und Arzt                                                                                  |       |       |
| 3. Juli  | Max Braun                          | deutscher sozialdemokratischer Politiker und Journalist                                                                   | 52    |       |
| 3. Juli  | Karl Eger                          | deutscher evangelischer Theologe                                                                                          | 80    |       |
| 3. Juli  | John Elliott                       | englischer Boxer | 43    |       |
| 3. Juli  | Walter Knoche                      | deutsch-chilenischer Meteorologe, Geophysiker, Geograph und Kulturanthropologe                                            | 64    |       |
| 3. Juli  | Maria Krische                      | deutsche Lehrerin, Publizistin und Sexualreformerin                                                                       | 65    |       |
| 3. Juli  | Friedrich Leitner                  | deutscher Wirtschaftswissenschaftler                                                                                      | 71    |       |
| 3. Juli  | Achmad Mochtar                     | indonesischer Molekularbiologe                                                                                            | 54    |       |
| 3. Juli  | Theodore Leslie Shear              | US-amerikanischer Klassischer Archäologe                                                                                  | 64    |       |
| 3. Juli  | Joachim von Winterfeldt-Menkin     | deutscher Jurist, preußischer Oberpräsidialrat, Landesdirektor der Provinz Brandenburg, MdR                               | 80    |       |
| 4. Juli  | Alfredo Dinis                      | portugiesischer Kommunist und Widerstandskämpfer                                                                          |       |       |
| 4. Juli  | Erich Jänisch                      | deutscher Lehrer und Schulleiter                                                                                          | 60    |       |
| 4. Juli  | Allan D. Mainds                    | schottischer Maler, Designer und Kunstpädagoge                                                                            | 64    |       |
| 4. Juli  | Maximilian du Prel                 | deutscher Autor, NSDAP-Mitglied und Angestellter in der Verwaltung des Generalgouvernements                               | 41    |       |
| 4. Juli  | Werner Rüppell                     | deutscher Ornithologe | 37    |       |
| 5. Juli  | Georg Antoni                       | deutscher Politiker (CVP, Zentrum), Oberbürgermeister von Fulda                                                           | 83    |       |
| 5. Juli  | John Curtin                        | australischer Politiker und Premierminister                                                                               | 60    |       |
| 5. Juli  | Vishnupant Govind Damle            | indischer Szenenbildner, Kameramann, Filmregisseur und Toningenieur des marathischen Films                                | 52    |       |
| 5. Juli  | Julius Dorpmüller                  | deutscher Generaldirektor der Deutschen Reichsbahn und Reichsverkehrsminister                                             | 75    |       |
| 5. Juli  | Fritz Grau                         | deutscher Bobsportler | 50    |       |
| 5. Juli  | Daniel Hauer                       | deutscher Politiker | 66    |       |
| 5. Juli  | Alfred Rosch                       | deutscher kommunistischer Politiker und Sportler                                                                          | 46    |       |
| 6. Juli  | Adolf Bertram                      | deutscher römisch-katholischer Geistlicher, Bischof von Hildesheim (1906–1914) und Breslau (1914–1945) und Kardinal       | 86    |       |
| 6. Juli  | Alfred von Campe                   | deutscher Verwaltungsjurist und Landrat des Kreises Halle (Westfalen) (1822–1833)                                         | 56    |       |
| 6. Juli  | Zerai Deres                        | eritreischer Übersetzer und patriotischer Revolutionär                                                                    | 30    |       |
| 6. Juli  | Josef Tomschik                     | österreichischer Politiker (SdP), Abgeordneter zum Abgeordnetenhaus, Abgeordneter zum Nationalrat                         | 77    |       |
| 7. Juli  | Heinrich Hauberrisser              | deutscher Architekt | 73    |       |
| 7. Juli  | Heinrich Junge                     | deutscher Gärtner | 75    |       |
| 7. Juli  | Ernst Knorr                        | deutscher Kriminalinspektor und Untersturmführer der SS                                                                   | 45    |       |
| 7. Juli  | Bernard Kryszkiewicz               | polnischer römisch-katholischer Priester, Passionistenpater und Diener Gottes                                             | 30    |       |
| 7. Juli  | Salomėja Nėris                     | litauische Dichterin | 40    |       |
| 7. Juli  | Hermann Rotberg                    | deutscher Verwaltungsjurist und Parlamentarier                                                                            | 72    |       |
| 7. Juli  | Peter To Rot                       | Katechet und Märtyrer aus Papua                                                                                           | 33    |       |
| 8. Juli  | Alfred Klaiber                     | deutscher Politiker | 49    |       |
| 8. Juli  | Richard Metz                       | Reichsgerichtsrat | 80    |       |
| 8. Juli  | Victor Murdock                     | US-amerikanischer Politiker                                                                                               | 74    |       |
| 8. Juli  | Reinhard Schmidhagen               | deutscher Maler und Holzschneider des Spätexpressionismus                                                                 | 30    |       |
| 9. Juli  | Feodor zu Dohna-Lauck              | deutscher Diplomat | 67    |       |
| 9. Juli  | Luigi Aldrovandi Marescotti        | italienischer Diplomat und Senator                                                                                        | 68    |       |
| 9. Juli  | Maria Pawlikowska-Jasnorzewska     | polnische Dichterin und Schriftstellerin                                                                                  | 53    |       |
| 9. Juli  | Ernst Schäfer                      | deutscher Jurist und Ministerialdirigent im Reichsjustizministerium                                                       | 62    |       |
| 9. Juli  | Franz Schrangl                     | österreichischer Politiker (SDAP), Landtagsabgeordneter                                                                   | 47    |       |
| 10. Juli | August Agatz                       | deutscher Maler und Bildhauer                                                                                             | 40    |       |
| 10. Juli | Guido Buffarini-Guidi              | Rechtsanwalt, Politiker und Innenminister der Italienischen Sozialrepublik                                                | 49    |       |
| 10. Juli | Curt Habicht                       | deutscher Kunsthistoriker, Hochschullehrer und Schriftsteller                                                             | 62    |       |
| 10. Juli | Otakar Hřímalý                     | tschechischer Komponist                                                                                                   | 61    |       |
| 10. Juli | Viggo Kihl                         | kanadischer Pianist und Musikpädagoge                                                                                     | 62    |       |
| 10. Juli | Karsten Konow                      | norwegischer Segler | 27    |       |
| 10. Juli | Otto Priebe                        | deutscher Maler | 58    |       |
| 10. Juli | Josef Schmid                       | deutscher Organist, Chorleiter und Komponist                                                                              | 76    |       |
| 10. Juli | Isabella van Beeck Calkoen         | niederländische Bildhauerin                                                                                               | 62    |       |
| 11. Juli | Hugh Elles                         | britischer Militär, Panzergeneral                                                                                         | 65    |       |
| 11. Juli | Antonina Wassiljewna Sabaschnikowa | russische Pianistin und Publizistin                                                                                       |       |       |
| 12. Juli | Jelena De-Wos-Sobolewa             | belgische bzw. russische bzw. sowjetische Koloratursopranistin und Hochschullehrerin                                      | 69    |       |
| 12. Juli | Boris Grigorjewitsch Galjorkin     | sowjetischer Ingenieur und Mathematiker                                                                                   | 74    |       |
| 12. Juli | Ilija Georgow                      | Politiker |       |       |
| 12. Juli | Caroline Kubin                     | österreichische Malerin                                                                                                   | 84    |       |
| 12. Juli | Julius Moses                       | deutscher Arzt und Heilpädagoge                                                                                           | 76    |       |
| 12. Juli | Hans Multerer                      | deutschsprachiger Schriftsteller                                                                                          | 53    |       |
| 12. Juli | Wolfram von Richthofen             | Generalfeldmarschall im Dritten Reich                                                                                     | 49    |       |
| 13. Juli | Emmanuel Bove                      | französischer Schriftsteller                                                                                              | 47    |       |
| 13. Juli | Roscoe G. Dickinson                | US-amerikanischer Chemiker                                                                                                | 51    |       |
| 13. Juli | Ernst Drumm                        | deutscher Manager | 73    |       |
| 13. Juli | Karl Meyer-Frenner                 | österreichischer Komponist                                                                                                | 53    |       |
| 13. Juli | Joachim Hamann                     | deutscher Kriegsverbrecher, Täter des Holocaust                                                                           | 32    |       |
| 13. Juli | Alla Nazimova                      | US-amerikanische Schauspielerin                                                                                           | 66    |       |
| 13. Juli | Karl Viererbl                      | deutscher Journalist und Politiker (DNSDAP, NSDAP), MdR                                                                   | 41    |       |
| 14. Juli | Laurent Meyer                      | deutscher Politiker | 74    |       |
| 14. Juli | Donald Murray                      | Erfinder | 79    |       |
| 14. Juli | Heinrich Reifferscheid             | deutscher Kunsthistoriker                                                                                                 | 60    |       |
| 15. Juli | Robert Flinker                     | deutschsprachiger Arzt und Schriftsteller                                                                                 | 38    |       |
| 15. Juli | Anton Haug                         | banatschwäbischer römisch-katholischer Geistlicher und Märtyrer                                                           | 55    |       |
| 15. Juli | Willi Maillard                     | deutscher Maler | 66    |       |
| 15. Juli | Jonathan Schmid                    | deutscher Politiker (NSDAP) und Innenminister von Württemberg                                                             | 57    |       |
| 15. Juli | Joseph Schwarz                     | russisch-amerikanischer Pianist und Musikpädagoge                                                                         | 62    |       |
| 16. Juli | Eberhard Grisebach                 | deutscher Philosoph | 65    |       |
| 16. Juli | David Lindsay                      | britischer Schriftsteller                                                                                                 | 69    |       |
| 16. Juli | Theodore Tartakover                | australischer Schwimmer                                                                                                   | 64    |       |
| 17. Juli | Ernst Busch                        | deutscher Offizier, zuletzt Generalfeldmarschall im Zweiten Weltkrieg                                                     | 60    |       |
| 17. Juli | Hans W. Fischer                    | deutscher Schriftsteller, Theaterkritiker, Übersetzer und Herausgeber                                                     | 68    |       |
| 17. Juli | Herbert Garbe                      | deutscher Bildhauer | 57    |       |
| 17. Juli | Ernst Kolbe                        | deutscher Maler und Lithograph                                                                                            | 69    |       |
| 17. Juli | Alois Pick                         | österreichischer Sanitätsoffizier und Internist                                                                           | 85    |       |
| 17. Juli | Magda Thürey                       | deutsche Politikerin (KPD), MdHB sowie Widerstandskämpfer gegen den Nationalsozialismus                                   | 46    |       |
| 18. Juli | Leopold Barsch                     | österreichischer Politiker (CS), Landtagsabgeordneter                                                                     | 57    |       |
| 18. Juli | John Bray                          | US-amerikanischer Leichtathlet                                                                                            | 69    |       |
| 18. Juli | Erich Frohwann                     | deutscher Jurist und Polizeibeamter                                                                                       | 43    |       |
| 18. Juli | Anatoli Dmitrijewitsch Kaigorodow  | russisch-estnischer Landschaftsmaler                                                                                      | 66    |       |
| 18. Juli | Ernst Mann                         | deutscher Jurist in der Finanzverwaltung                                                                                  | 58    |       |
| 18. Juli | Ōtsuka Miki                        | japanischer Konteradmiral                                                                                                 | 54    |       |
| 19. Juli | Franz Aigner                       | österreichischer Physiker                                                                                                 | 63    |       |
| 19. Juli | Karl Aschoff                       | deutscher Apotheker | 78    |       |
| 19. Juli | George Barbier                     | US-amerikanischer Schauspieler                                                                                            | 80    |       |
| 19. Juli | Georg Blumensaat                   | deutscher Musiker und Funktionär der Hitlerjugend                                                                         | 43    |       |
| 19. Juli | Reinhold Breßler                   | deutscher Kunst- und Genremaler                                                                                           | 77    |       |
| 19. Juli | Otto von Schrader                  | deutscher Marineoffizier, Admiral im Zweiten Weltkrieg                                                                    | 57    |       |
| 19. Juli | Otto Spalding                      | deutscher Architekt und Baubeamter                                                                                        | 82    |       |
| 19. Juli | Heinrich Wölfflin                  | Schweizer Kunsthistoriker                                                                                                 | 81    |       |
| 19. Juli | Awgustyn Woloschyn                 | karpatenukrainischer Politiker, Lehrer und Schriftsteller                                                                 | 71    |       |
| 20. Juli | Otto Altenkirch                    | deutscher Maler | 70    |       |
| 20. Juli | Coelestin Baier                    | sudetendeutscher römisch-katholischer Geistlicher und Märtyrer                                                            | 68    |       |
| 20. Juli | Giuseppe Moretti                   | italienischer Klassischer Archäologe                                                                                      | 69    |       |
| 20. Juli | Richard Prager                     | Astronom | 61    |       |
| 20. Juli | Jacques Reich                      | Schweizer Fußballspieler                                                                                                  |       |       |
| 20. Juli | Paul Valéry                        | französischer Philosoph, Essayist, Schriftsteller und Lyriker                                                             | 73    |       |
| 21. Juli | Michail Wassiljewitsch Anzew       | russisch-sowjetischer weißrussischer Komponist, Chorleiter und Lehrer                                                     | 79    |       |
| 21. Juli | Friedrich Brinkmann                | deutscher Baumeister und Architekt                                                                                        | 65    |       |
| 21. Juli | Albert Clerk-Jeannotte             | kanadischer Sänger und Musikpädagoge                                                                                      | 64    |       |
| 21. Juli | Johan Hilgers                      | niederländischer Flugpionier                                                                                              | 58    |       |
| 21. Juli | Johannes Jessen                    | deutscher evangelischer Pastor und Übersetzer der Bibel in die Niederdeutsche Sprache                                     | 64    |       |
| 21. Juli | Friedrich Kalbfuß                  | deutscher Dramatiker, Bühnenbildner und Lyriker                                                                           | 41    |       |
| 21. Juli | Else Sapatka-Hartmann              | Malerin und Kunstgewerblerin                                                                                              | 73    |       |
| 21. Juli | Andreas Wegener                    | deutscher Ruderer | 66    |       |
| 22. Juli | Louis Benda                        | Schweizer Mediziner und Chemiker                                                                                          | 72    |       |
| 22. Juli | Emmanuel Foulon                    | belgischer Bogenschütze                                                                                                   | 73    |       |
| 22. Juli | Georg Haar                         | deutscher Stifter und Notar                                                                                               | 57    |       |
| 22. Juli | Berthold Otto Havenstein           | deutscher Kommunalpolitiker, Bürgermeister von Oberhausen                                                                 |       |       |
| 22. Juli | Gustav Pirchan                     | tschechoslowakischer Archivar und Historiker                                                                              | 64    |       |
| 23. Juli | Gottfried Bartels                  | deutscher Jurist, Konsistorialpräsident in Münster (1925–1933)                                                            | 79    |       |
| 23. Juli | Max Bruns                          | deutscher Schriftsteller und Verleger                                                                                     | 69    |       |
| 23. Juli | Emil Köster                        | deutscher Politiker (WP), MdR                                                                                             | 74    |       |
| 24. Juli | Conrad Alvensleben                 | deutscher Elektrotechniker und Unfallschützer                                                                             | 70    |       |
| 24. Juli | Wilhelm Köhler                     | deutscher Verwaltungsjurist und Unterstaatssekretär                                                                       | 87    |       |
| 24. Juli | Fernand Mouton                     | US-amerikanischer Politiker                                                                                               | 66    |       |
| 24. Juli | Arthur Polzer-Hoditz               | Kanzleidirektor des Herrenhauses des Reichsrats in Cisleithanien, und Kabinettsdirektor von Kaiser Karl I. (1917–1918)    | 74    |       |
| 24. Juli | Rosina Storchio                    | italienische Opernsängerin (Sopran)                                                                                       | 73    |       |
| 24. Juli | Alfred von Vollard-Bockelberg      | deutscher Offizier, General der Artillerie und Chef des Heereswaffenamtes                                                 | 71    |       |
| 24. Juli | Marianne Woitsch                   | österreichische Malerin                                                                                                   | 71    |       |
| 25. Juli | Maria Bonardi                      | italienische Ordensschwester und Ordensgründerin                                                                          | 80    |       |
| 25. Juli | Walter Bucerius                    | Kommunalbeamter und Manager der Stinnes AG                                                                                | 68    |       |
| 25. Juli | Hermann Bunjes                     | deutscher Kunsthistoriker                                                                                                 | 33    |       |
| 25. Juli | Malin Craig                        | US-amerikanischer General; Chief of Staff of the Army (1935–1939)                                                         | 69    |       |
| 25. Juli | Kurt Gerstein                      | deutscher Angehöriger der Waffen-SS, Abteilungsleiter im Hygieneinstitut der Waffen-SS                                    | 39    |       |
| 25. Juli | Richard Jecht                      | deutscher Historiker der Oberlausitz                                                                                      | 86    |       |
| 25. Juli | Sophus Jensen                      | US-amerikanischer Wasserballspieler                                                                                       | 55    |       |
| 25. Juli | Eugen Köngeter                     | deutscher Kaufmann und Politiker (DVP), MdR                                                                               | 64    |       |
| 25. Juli | Albert Tyler                       | US-amerikanischer Stabhochspringer                                                                                        | 73    |       |
| 26. Juli | Frederic Edward Clements           | US-amerikanischer Botaniker und Universitätsprofessor                                                                     | 70    |       |
| 26. Juli | Karl Gallwitz                      | deutscher Ministerialdirektor im Luftwaffenverwaltungsamt                                                                 | 63    |       |
| 26. Juli | Per Græsli                         | norwegischer Arzt | 42    |       |
| 26. Juli | Fritz Klatt                        | deutscher Reformpädagoge, Schriftsteller und Zeichner                                                                     | 57    |       |
| 26. Juli | Ludwig Klein                       | deutscher Maschinenbauingenieur, Rektor der TH Hannover                                                                   | 76    |       |
| 26. Juli | Pierina De Micheli                 | italienische römisch-katholische Ordensfrau, Selige                                                                       | 54    |       |
| 27. Juli | Ernst Gideon Bek                   | deutscher Kaufmann und Unternehmer                                                                                        | 73    |       |
| 27. Juli | Schachno Epstein                   | sowjetischer Journalist und Autor                                                                                         |       |       |
| 27. Juli | Karl Frech                         | deutscher Kunstmaler, Zeichner und Graphiker                                                                              | 61    |       |
| 27. Juli | Franz Matouschek                   | österreichischer Pädagoge und Botaniker                                                                                   | 73    |       |
| 28. Juli | Margot Asquith                     | britische Schriftstellerin und Gattin des britischen Premierministers Herbert Henry Asquith                               | 81    |       |
| 28. Juli | Pedro María Vera y Zuria           | mexikanischer Geistlicher, Erzbischof von Puebla de los Ángeles                                                           | 71    |       |
| 29. Juli | Gustav Friedrich Meyer             | deutscher Volkskundler und Heimatforscher                                                                                 | 67    |       |
| 29. Juli | Samuel Mqhayi                      | südafrikanischer Erzähler und Lyriker                                                                                     | 69    |       |
| 30. Juli | Rudolf Kraemer                     | deutscher Jurist, Blindenaktivist und der Gründer des Württembergischen Blindenvereins                                    | 59    |       |
| 30. Juli | Kuno von Westarp                   | deutscher Jurist, Verwaltungsbeamter und Politiker (DkP, DNVP, KVP), MdR                                                  | 80    |       |
| 30. Juli | Anny Wottitz                       | österreichische Kunsthandwerkerin und Buchbinderin                                                                        | 45    |       |
| 30. Juli | Anton van Wouw                     | niederländisch-südafrikanischer Bildhauer                                                                                 | 83    |       |
| 31. Juli | Gottfried Aschmann                 | deutscher Diplomat | 61    |       |
| 31. Juli | Hans Bartels                       | deutscher Marineoffizier, zuletzt Korvettenkapitän im Zweiten Weltkrieg und Träger des Ritterkreuzes des Eisernen Kreuzes | 35    |       |
| 31. Juli | Josef Franz Dex                    | österreichischer Architekt, Innenarchitekt, Designer und Maler                                                            | 45    |       |
| 31. Juli | Ludwig von Eimannsberger           | österreichischer Offizier und General der Artillerie                                                                      | 66    |       |
| 31. Juli | Helmuth Liesegang                  | deutscher Landschaftsmaler der Düsseldorfer Schule                                                                        | 87    |       |
| 31. Juli | Rudolf Miescher                    | Schweizer Politiker und Offizier                                                                                          | 65    |       |
| 31. Juli | Ludwig Müller                      | Reichsbischof der Deutschen Evangelischen Kirche                                                                          | 62    |       |
| 31. Juli | Hans Nirrnheim                     | deutscher Archivar und Historiker                                                                                         | 80    |       |
| 31. Juli | Eduard Schreiber                   | deutscher Politiker (SPD), MdL                                                                                            | 68    |       |
| 31. Juli | Martel Schwichtenberg              | deutsche Malerin und Grafikerin                                                                                           | 49    |       |
| 31. Juli | Max Schwieger                      | deutscher Politiker (DVP), MdL                                                                                            | 61    |       |
|          | Ernst Damzog                       | deutscher SS-Brigadeführer und Generalmajor der Polizei, Leiter der Kripo Breslau                                         | 62    |       |
|          | Gabriel El-Registan                | sowjetischer Dichter, Mitautor der Nationalhymne der UdSSR                                                                |       |       |
|          | Friedrich von Franz                | österreichischer Politiker                                                                                                | 59    |       |
|          | Ernst Seraphim                     | deutsch-baltischer Historiker, Journalist, Lehrer                                                                         |       |       |
|          | Oswald Susset                      | württembergischer Oberamtmann und Regierungsrat                                                                           | 84    |       |

## August
| Tag        | Name                                  | Beruf, bekannt als                                                                                              | Alter | Beleg |
| ---------- | ------------------------------------- | --- | ----- | ----- |
| 1. August  | Alexandre Bachelet                    | französischer Politiker                                                                                         | 79    |       |
| 1. August  | Erich Pernice                         | deutscher Klassischer Archäologe                                                                                | 80    |       |
| 1. August  | Rosalia Rothansl                      | österreichische Textilkünstlerin, Kunsthandwerkerin, Textilrestauratorin, Professorin und Malerin               | 75    |       |
| 1. August  | Richard Seiffert-Wattenberg           | deutscher Maler, Buchautor, Vorsitzender der „Hannoverschen Sezession“ und Kurator des Kunstvereins Hannover    | 71    |       |
| 2. August  | Alfred Hoehn                          | deutscher Pianist, Klavierlehrer und Herausgeber                                                                | 57    |       |
| 2. August  | Pietro Mascagni                       | italienischer Komponist                                                                                         | 81    |       |
| 2. August  | Emil Nikolaus von Reznicek            | österreichischer Komponist                                                                                      | 85    |       |
| 2. August  | Richard Weigl                         | österreichischer Politiker (CSP, LBd), Abgeordneter zum Nationalrat                                             | 66    |       |
| 2. August  | Johann Weirether                      | deutscher Architekt                                                                                             | 69    |       |
| 2. August  | Friedrich Zelck                       | deutscher Jurist, Verwaltungsbeamter und Bürgermeister                                                          | 84    |       |
| 3. August  | Sydney Arnold, 1. Baron Arnold        | britischer Politiker (Liberal Party, Labour Party), Mitglied des House of Commons                               | 67    |       |
| 3. August  | Ernst Brauweiler                      | deutscher Journalist und Staatsbeamter                                                                          | 56    |       |
| 3. August  | Enrico de Ferrari                     | italienischer Geistlicher                                                                                       | 69    |       |
| 3. August  | Bernhard Gudden                       | deutscher Physiker                                                                                              | 53    |       |
| 3. August  | Rudolf Holsti                         | finnischer Soziologe und Politiker; finn. Außenminister (1919–1922, 1936–1938)                                  | 63    |       |
| 3. August  | Roman Kochanowski                     | polnischer Maler und Zeichner                                                                                   | 88    |       |
| 3. August  | Kurt Mathias von Leers                | deutscher römisch-katholischer Theologiestudent und Priesteramtskandidat des Bistums Osnabrück                  | 33    |       |
| 4. August  | Friedrich Endl                        | österreichischer Benediktiner, Archivar und Heimatforscher                                                      | 88    |       |
| 4. August  | Gerhard Gentzen                       | deutscher Mathematiker                                                                                          | 35    |       |
| 4. August  | Leonard Jägerskiöld                   | schwedischer Zoologe, Parasitologe, Ornithologe und Fachexperte für Helminthen                                  | 77    |       |
| 4. August  | Erwin Pendl                           | österreichischer Maler                                                                                          | 69    |       |
| 4. August  | Reinhold Schmaltz                     | deutscher Tierarzt und Hochschullehrer                                                                          | 84    |       |
| 4. August  | Walter von Unruh                      | deutscher Offizier, zuletzt Generalmajor im Zweiten Weltkrieg                                                   | 70    |       |
| 5. August  | Fritz Brüggemann                      | deutscher Literaturhistoriker und Germanist                                                                     | 68    |       |
| 5. August  | Clara Hamburger                       | deutsche Zoologin                                                                                               | 72    |       |
| 5. August  | Nat Jaffe                             | US-amerikanischer Jazz-Pianist des Swing                                                                        |       |       |
| 5. August  | Peter Mülhens                         | deutscher Industrieller                                                                                         | 69    |       |
| 5. August  | Ibrahim Starova                       | osmanischer Politiker                                                                                           |       |       |
| 6. August  | Friedrich Bollinger                   | Schweizer Fußballspieler                                                                                        | 60    |       |
| 6. August  | Hiram Johnson                         | US-amerikanischer Politiker                                                                                     | 78    |       |
| 6. August  | Paul Koebe                            | deutscher Mathematiker                                                                                          | 63    |       |
| 6. August  | Shimizu Naoemon                       | japanischer Fußballspieler                                                                                      |       |       |
| 6. August  | Otto Völker                           | deutscher Fußballspieler                                                                                        | 52    |       |
| 7. August  | Albert Falkenberg                     | deutscher Politiker (SPD), MdR                                                                                  | 74    |       |
| 7. August  | Albert Goedeckemeyer                  | deutscher Philosoph                                                                                             | 72    |       |
| 7. August  | Rudolf Hübner                         | deutscher Rechtswissenschaftler und -historiker                                                                 | 80    |       |
| 7. August  | Anna Schieber                         | deutsche Schriftstellerin                                                                                       | 77    |       |
| 7. August  | Rudolf Ströhlinger                    | deutsch-österreichischer Gewerkschafter                                                                         | 79    |       |
| 7. August  | Karl Wildhagen                        | deutscher Anglist                                                                                               | 71    |       |
| 7. August  | Johannes Witte                        | deutscher evangelischer Theologe und Missionswissenschaftler                                                    | 68    |       |
| 8. August  | Alexei Jewgrafowitsch Faworski        | Chemiker, Entdecker der Faworskireaktion                                                                        | 85    |       |
| 8. August  | Richard Gertenbach                    | deutscher Jurist und Politiker                                                                                  | 61    |       |
| 8. August  | Joseph Newhall Lincoln                | US-amerikanischer Romanist, Hispanist und Lusitanist                                                            | 52    |       |
| 8. August  | Joseph Pujol                          | französischer Kunstfurzer                                                                                       | 88    |       |
| 8. August  | Carlton Elmer Purdy                   | US-amerikanischer Botaniker                                                                                     | 84    |       |
| 8. August  | Paul Scheuerpflug                     | deutscher Offizier, zuletzt Generalleutnant im Zweiten Weltkrieg                                                | 49    |       |
| 8. August  | Carl Schmidt                          | russischer Architekt deutscher Abstammung                                                                       | 78    |       |
| 8. August  | Richard Stolten                       | deutscher SS-Führer in Konzentrationslagern                                                                     | 35    |       |
| 9. August  | Lloyd Burdick                         | US-amerikanischer American-Football-Spieler und Ringer                                                          | 37    |       |
| 9. August  | Bernhard Diebold                      | schweizerischer Schriftsteller und Dramaturg                                                                    | 59    |       |
| 9. August  | Richard Fehdmer                       | deutscher Landschaftsmaler                                                                                      | 84    |       |
| 9. August  | Georg Gerullis                        | deutscher Baltist und Hochschullehrer                                                                           | 56    |       |
| 9. August  | Harry Hillman                         | US-amerikanischer Leichtathlet                                                                                  | 63    |       |
| 9. August  | Meta Plückebaum                       | deutsche Tier-, Blumen- und Porträtmalerin sowie Grafikerin                                                     | 68    |       |
| 9. August  | Jakow Alexandrowitsch Protasanow      | russischer Filmregisseur                                                                                        | 64    |       |
| 9. August  | Rudolf Ramm                           | deutscher Arzt und Politiker (NSDAP), MdR                                                                       | 57    |       |
| 9. August  | Adolf Rottenberger                    | deutscher Geschäftsmann und politischer Funktionär (NSDAP)                                                      | 67    |       |
| 9. August  | Charles Sands                         | US-amerikanischer Golfer                                                                                        | 79    |       |
| 9. August  | Rainer Schlösser                      | deutscher Nationalsozialist, Reichsdramaturg, Dichter und Kulturpolitiker                                       | 46    |       |
| 9. August  | Ernst Sorger                          | österreichischer Psychiater                                                                                     | 52    |       |
| 9. August  | Tosaka Jun                            | japanischer Philosoph                                                                                           | 44    |       |
| 10. August | Robert Goddard                        | amerikanischer Wissenschaftler und Raketenpionier                                                               | 62    |       |
| 10. August | Bernhard Rentsch                      | deutscher Vermessungsingenieur und Politiker                                                                    | 89    |       |
| 10. August | Felix Tripeloury                      | deutscher Jurist, Diplomat und Staatsbeamter                                                                    | 57    |       |
| 11. August | Horst Becker                          | deutscher Linguist und Volkskundler                                                                             | 37    |       |
| 11. August | Erwin Ding-Schuler                    | deutscher KZ-Arzt                                                                                               | 32    |       |
| 11. August | Carl Gottfried Gok                    | deutscher Geschäftsmann, Politiker (DNVP), MdR                                                                  | 75    |       |
| 11. August | Stefan Jaracz                         | polnischer Theater- und Filmschauspieler und Theaterleiter                                                      | 61    |       |
| 12. August | George Arundale                       | englisch-indischer Theosoph und Freimaurer                                                                      | 66    |       |
| 12. August | Emil Benecke                          | deutscher Schwimmer und Wasserballspieler                                                                       | 46    |       |
| 12. August | George Egerton                        | britische Schriftstellerin und Feministin                                                                       | 85    |       |
| 12. August | Karl Leisner                          | deutscher Geistlicher, Märtyrer der katholischen Kirche                                                         | 30    |       |
| 12. August | Oktavian Regner von Bleyleben         | österreichischer Verwaltungsbeamter und -jurist, Politiker                                                      | 78    |       |
| 12. August | Georg Scheffers                       | deutscher Mathematiker                                                                                          | 78    |       |
| 12. August | Fritz Studer                          | Schweizer Politiker und Jurist                                                                                  | 72    |       |
| 12. August | Franz Thorbecke                       | deutscher Geograph                                                                                              | 69    |       |
| 13. August | Georges Berguer                       | Schweizer evangelischer Geistlicher und Hochschullehrer                                                         | 71    |       |
| 13. August | Abel Faivre                           | französischer Maler, Plakatkünstler, Lithograf, Illustrator und Karikaturist                                    | 78    |       |
| 13. August | Alfred Fehler                         | deutscher Politiker                                                                                             | 66    |       |
| 13. August | Hans Gregor                           | deutscher Schauspieler, Regisseur und Theaterintendant                                                          | 79    |       |
| 13. August | Eric Phipps                           | britischer Diplomat                                                                                             | 69    |       |
| 14. August | Karl Joseph Wilhelm Juchheim          | deutscher Konditor                                                                                              | 58    |       |
| 14. August | Walter Lehweß                         | deutscher Architekt                                                                                             | 69    |       |
| 14. August | Ludwig Lipp senior                    | deutscher Steinbildhauer                                                                                        | 67    |       |
| 15. August | Anami Korechika                       | japanischer General und Kriegsminister im Zweiten Weltkrieg                                                     | 58    |       |
| 15. August | Conrad Delius                         | deutscher Verwaltungsjurist                                                                                     | 64    |       |
| 15. August | Hermann Distel                        | deutscher Architekt                                                                                             | 69    |       |
| 15. August | Hatanaka Kenji                        | japanischer Major im Zweiten Weltkrieg                                                                          | 33    |       |
| 15. August | Dionysius Franz Heger                 | österreichisch-tschechisch-deutscher Zisterzienser und Opfer von Internierung und Zwangsarbeit                  | 58    |       |
| 15. August | Mori Takeshi                          | japanischer Generalleutnant im Zweiten Weltkrieg                                                                | 51    |       |
| 15. August | Jakob Overmans                        | katholischer Publizist und Hochschullehrer                                                                      | 71    |       |
| 15. August | Oskar Picht                           | Erfinder der Blindenschreibmaschine                                                                             | 74    |       |
| 15. August | Richard Seebohm                       | deutscher Verwaltungsjurist; Landrat des Kreises Stadthagen und Bürgermeister von Bad Pyrmont                   | 74    |       |
| 15. August | David Smith                           | südafrikanischer Sportschütze                                                                                   | 65    |       |
| 15. August | Thomas Taylor                         | kanadischer Fußballspieler und Olympiasieger                                                                    | 64    |       |
| 15. August | Alexei Jewgenjewitsch Tschitschibabin | russischer Chemiker                                                                                             | 74    |       |
| 15. August | Ugaki Matome                          | japanischer Vizeadmiral                                                                                         |       |       |
| 16. August | Wilhelm Kleinmann                     | deutscher Politiker, Staatssekretär im Reichsverkehrsministerium und SA-Gruppenführer                           | 69    |       |
| 16. August | Kamil Krofta                          | tschechischer Historiker und Diplomat                                                                           | 69    |       |
| 16. August | Ōnishi Takijirō                       | japanischer Admiral                                                                                             | 54    |       |
| 16. August | Nico Richter                          | niederländischer Komponist                                                                                      | 29    |       |
| 17. August | Stanley Gardner                       | kanadischer Pianist und Musikpädagoge                                                                           | 54    |       |
| 17. August | Gottlieb Grabenhofer                  | österreichischer Landwirt und Politiker (Landbund), Landtagsabgeordneter, Abgeordneter zum Nationalrat          | 73    |       |
| 17. August | Peter Philippi                        | deutscher Maler                                                                                                 | 79    |       |
| 17. August | Harry von Rochow                      | deutscher Reitsportler                                                                                          | 64    |       |
| 17. August | Shimaki Kensaku                       | japanischer Schriftsteller                                                                                      | 41    |       |
| 17. August | Fritz Weege                           | deutscher Klassischer Archäologe und Etruskologe                                                                | 64    |       |
| 18. August | Eric Rücker Eddison                   | englischer Fantasy-Schriftsteller                                                                               | 62    |       |
| 18. August | Hermann Hahn                          | deutscher Bildhauer                                                                                             | 76    |       |
| 18. August | Bernhard Hempen                       | deutscher Jurist und Gerichtspräsident                                                                          | 64    |       |
| 18. August | Allen F. Moore                        | US-amerikanischer Politiker                                                                                     | 75    |       |
| 18. August | Shidei Tsunamasa                      | japanischer Generalleutnant                                                                                     | 50    |       |
| 18. August | Pál Szily                             | ungarischer Chemiker und Arzt                                                                                   | 67    |       |
| 18. August | Robert Theuermeister                  | deutscher Pädagoge und Schriftsteller                                                                           | 62    |       |
| 19. August | Tomás Burgos Sotomayor                | chilenischer Philanthrop                                                                                        | 69    |       |
| 19. August | Friedrich Daab                        | deutscher evangelischer Pfarrer, Religionsphilosoph und Publizist                                               | 75    |       |
| 19. August | Edmund Groag                          | österreichischer Althistoriker und Bibliothekar                                                                 | 72    |       |
| 19. August | Jack Marks                            | kanadischer Eishockeyspieler                                                                                    | 63    |       |
| 19. August | Ludwig Schmidt                        | deutscher Politiker                                                                                             | 77    |       |
| 20. August | Amakasu Masahiko                      | japanischer Leutnant                                                                                            | 54    |       |
| 20. August | Katti Anker Møller                    | norwegische Frauenrechtlerin                                                                                    | 76    |       |
| 20. August | Michael Gitowsky                      | russisch-norwegischer Opernsänger (Bass)                                                                        | 57    |       |
| 20. August | Josef Jelínek                         | tschechischer Maler                                                                                             | 73    |       |
| 20. August | Konrad Lakowitz                       | deutscher Lehrer, Botaniker und Mykologe                                                                        | 86    |       |
| 20. August | Alexander Roda Roda                   | österreichischer Schriftsteller und Publizist                                                                   | 73    |       |
| 20. August | Leonhard Schmöller                    | deutscher Theologe und Naturphilosoph                                                                           | 73    |       |
| 20. August | Carlos Vallin i Ballin                | deutscher Industrieller und Nähmaschinenfabrikant                                                               | 77    |       |
| 20. August | Jean Van Guysse                       | belgischer Turner                                                                                               | 64    |       |
| 21. August | Walter Aldinger                       | deutscher Politiker (NSDAP), MdR                                                                                | 41    |       |
| 21. August | Adolf Feulner                         | deutscher Kunsthistoriker                                                                                       | 60    |       |
| 21. August | Georg Furkel                          | deutscher Kameramann und Pionier der europäischen Kinematographie                                               | 82    |       |
| 21. August | Heinz Grabowski                       | deutscher SS-Untersturm- und Lagerführer im KZ-Außenlager Rottleberode                                          | 24    |       |
| 21. August | Ludwig Heller                         | deutscher Indologe, Indogermanist und Hochschullehrer                                                           | 79    |       |
| 21. August | Paul Hirsch                           | deutscher Kommunist, Arbeiter und Widerstandskämpfer gegen den Nationalsozialismus                              | 37    |       |
| 21. August | Sonoi Keiko                           | japanische Schauspielerin                                                                                       | 32    |       |
| 21. August | Dolf Kessler                          | niederländischer Fußballspieler                                                                                 | 61    |       |
| 22. August | Arnaldo D’Espósito                    | argentinischer Komponist, Dirigent, Pianist und Musikpädagoge                                                   | 37    |       |
| 22. August | Witmar Farrenkopf                     | deutscher römisch-katholischer Geistlicher, Ordensmann, Missionar und Märtyrer                                  | 38    |       |
| 22. August | Ida Henrietta Hyde                    | US-amerikanische Physiologin                                                                                    | 87    |       |
| 22. August | Roland Scholl                         | Schweizer Chemiker und Naturwissenschaftler                                                                     | 79    |       |
| 23. August | Martin F. Ansel                       | US-amerikanischer Politiker, Gouverneur von South Carolina                                                      | 94    |       |
| 23. August | Leo Borchard                          | russischer Dirigent und kurzzeitiger Leiter der Berliner Philharmoniker                                         | 46    |       |
| 23. August | Johan Alfred Eklund                   | schwedischer Theologe und Dichter                                                                               | 82    |       |
| 23. August | Ludwig von Hofmann                    | deutscher Maler, Grafiker und Gestalter                                                                         | 84    |       |
| 23. August | Ildefons Munding                      | deutscher Benediktiner                                                                                          | 69    |       |
| 23. August | Käte Perls                            | deutsche Kunstsammlerin und Galeristin                                                                          |       |       |
| 23. August | Warren Sprout                         | US-amerikanischer Sportschütze                                                                                  | 71    |       |
| 23. August | Stephanie von Belgien                 | Kronprinzessin von Österreich-Ungarn                                                                            | 81    |       |
| 23. August | Hans Beat Wieland                     | Schweizer Landschaftsmaler                                                                                      | 78    |       |
| 23. August | Karl Wilmanns                         | deutscher Neurologe und Psychiater                                                                              | 72    |       |
| 23. August | Hugh Young                            | US-amerikanischer Urologe und Chirurg                                                                           | 74    |       |
| 24. August | Wolff Heinrichsdorff                  | deutscher Staatsbeamter und Schriftsteller                                                                      | 37    |       |
| 24. August | Alban Prause                          | sudetendeutscher römisch-katholischer Ordensmann, Geistlicher und Märtyrer                                      | 58    |       |
| 24. August | Alfred Salter                         | englischer Arzt und Politiker                                                                                   | 72    |       |
| 24. August | Ansgar Schmitt                        | sudetendeutscher römisch-katholischer Ordensmann, Geistlicher und Märtyrer                                      | 35    |       |
| 24. August | Tanaka Shizuichi                      | General der kaiserlich japanischen Armee                                                                        | 57    |       |
| 25. August | Alexei Wladimirowitsch Abutkow        | russischer Komponist und Musikpädagoge                                                                          |       |       |
| 25. August | John Birch                            | US-amerikanischer Missionar und Mitarbeiter des Geheimdienstes der Streitkräfte                                 | 27    |       |
| 25. August | Walther Brügmann                      | deutscher Schauspieler, Sänger und Regisseur                                                                    | 61    |       |
| 25. August | Karl Großmann                         | deutscher Kunsthistoriker                                                                                       | 69    |       |
| 25. August | Willis A. Lee                         | US-amerikanischer Vizeadmiral                                                                                   | 57    |       |
| 25. August | Pierre Mesnel                         | französischer Automobilrennfahrer                                                                               | 47    |       |
| 25. August | Ludwig Recken                         | Geheimer Baurat und deutscher Politiker (Zentrum)                                                               | 89    |       |
| 25. August | Florian Renner                        | österreichischer Politiker (CSP), Abgeordneter zum Nationalrat                                                  | 75    |       |
| 25. August | Hugo Schäffer                         | deutscher Jurist und Politiker, Reichsminister                                                                  | 70    |       |
| 25. August | Carl Theil                            | deutscher Reformpädagoge und Universitätskurator                                                                | 58    |       |
| 25. August | Bodo Zimmermann                       | deutscher Künstler                                                                                              | 43    |       |
| 26. August | Feodora von Sachsen-Meiningen         | Prinzessin Reuß zu Köstritz                                                                                     | 66    |       |
| 26. August | John D. Fredericks                    | US-amerikanischer Politiker                                                                                     | 75    |       |
| 26. August | Georg Grimm                           | deutscher Richter und Pionier des Buddhismus in Deutschland                                                     | 77    |       |
| 26. August | Johannes Hielscher                    | deutscher Philosoph                                                                                             | 73    |       |
| 26. August | Henriëtte van der Meij                | niederländische Journalistin und Frauenrechtlerin                                                               | 94    |       |
| 26. August | Kurt Obitz                            | deutscher Tierarzt, Parasitologe und Publizist                                                                  | 38    |       |
| 26. August | Kurt von Stempel                      | deutscher Verwaltungsjurist                                                                                     | 63    |       |
| 26. August | Franz Werfel                          | österreichischer Schriftsteller                                                                                 | 54    |       |
| 27. August | Reynold Alleyne Nicholson             | britischer Orientalist                                                                                          | 77    |       |
| 27. August | George Ross                           | britischer Turner                                                                                               | 67    |       |
| 27. August | Charlotte Wüstendörfer                | deutsche Schriftstellerin                                                                                       | 53    |       |
| 27. August | Franz Zeidler                         | österreichischer Richter und deutscher Reichsgerichtsrat                                                        | 61    |       |
| 27. August | Josef Zeitlinger                      | österreichischer Kameramann und Stummfilmregisseur                                                              | 61    |       |
| 28. August | Icilio Bacci                          | italienischer faschistischer Politiker, Senator auf Lebenszeit, Regierungspräsident von Fiume, Kriegsverbrecher | 66    |       |
| 28. August | Willem Delsaux                        | belgischer Maler und Grafiker                                                                                   | 83    |       |
| 28. August | Ludwig Kasper                         | österreichischer Bildhauer                                                                                      | 52    |       |
| 28. August | Hermann Klaje                         | deutscher Gymnasiallehrer und Historiker                                                                        | 76    |       |
| 28. August | Elisabeth Pungs                       | deutsche Widerstandskämpferin im Dritten Reich                                                                  | 49    |       |
| 28. August | Ernst Simon                           | deutscher Unternehmer und Ingenieur                                                                             | 73    |       |
| 28. August | Otto Wagner junior                    | österreichischer Architekt                                                                                      | 81    |       |
| 29. August | Hans Hausrath                         | deutscher Forstwissenschaftler und Historiker                                                                   | 78    |       |
| 29. August | Georg Kaulbach                        | deutscher Porträt-, Industrie- und Landschaftsmaler                                                             | 79    |       |
| 29. August | Fritz Pfleumer                        | deutsch-österreichischer Ingenieur und der Erfinder des Tonbands                                                | 64    |       |
| 29. August | Robert von Ritter                     | deutscher Kunsthistoriker, Kunstsammler und Kunstförderer                                                       | 83    |       |
| 29. August | Alexander Snyckers                    | belgischer Romanist und Wirtschaftswissenschaftler                                                              | 65    |       |
| 29. August | Constantin Tănase                     | rumänischer Schauspieler, Theaterregisseur und Dramatiker                                                       | 65    |       |
| 30. August | Florencio Harmodio Arosemena          | 14. Staatspräsident von Panama                                                                                  | 72    |       |
| 30. August | Curt Fischer                          | deutscher Politiker (NSDAP), MdR                                                                                | 44    |       |
| 30. August | Valentin Keel                         | Schweizer Politiker                                                                                             | 71    |       |
| 30. August | Alexander Längle                      | österreichischer Politiker (CSP), Landtagsabgeordneter zum Vorarlberger Landtag                                 | 80    |       |
| 30. August | Charles Joseph Eugène Ruch            | französischer katholischer Bischof                                                                              | 71    |       |
| 30. August | Alfréd Schaffer                       | ungarischer Fußballspieler und Trainer                                                                          | 52    |       |
| 30. August | Otto Hermann Steche                   | deutscher Mediziner, Zoologe, Pädagoge                                                                          | 65    |       |
| 31. August | Stefan Banach                         | polnischer Mathematiker                                                                                         | 53    |       |
| 31. August | August Kirchberg                      | deutscher Mitbegründer und erste Geschäftsführer der Mülheimer Wohnungsbaugenossenschaft (MWB)                  | 82    |       |
| 31. August | Makarius III.                         | Papst von Alexandrien und Patriarch des Stuhles vom Heiligen Markus (Koptische Kirche)                          | 73    |       |
| 31. August | Anton von Pantz                       | österreichischer Beamter, Heraldiker und Genealoge                                                              | 80    |       |
| 31. August | Friedrich Syrup                       | deutscher Jurist und Politiker                                                                                  | 63    |       |
|            | Wolfgang Abshagen                     | deutscher Offizier der Wehrmacht, Beteiligter an der Vorbereitung des Attentats vom 20. Juli 1944               | 47    |       |
|            | Robert Balcke                         | deutscher Genre-, Landschafts-, Porträt- und Interieurmaler sowie Illustrator                                   | 65    |       |
|            | Hugo Ebbinghaus                       | deutscher Kommunist und Widerstandskämpfer                                                                      | 61    |       |
|            | Rolf Günther                          | deutscher SS-Sturmbannführer und Vertreter Adolf Eichmanns im RSHA                                              | 32    |       |
|            | Werner von Koppenfels                 | deutscher Mathematiker                                                                                          | 40    |       |
|            | Karl-Siegmund Litzmann                | deutscher Politiker (NSDAP), MdR, MdL, Generalkommissar für Estland                                             |       |       |
|            | Emil Schiller                         | deutscher Pfarrer und Missionar in Japan                                                                        | 79    |       |
|            | Herbert Wahlen                        | deutscher Theaterintendant, Regisseur und Schauspieler                                                          |       |       |
|            | Edgar Wolf                            | deutscher Politiker (DNVP), MdR                                                                                 |       |       |

## September
| Tag           | Name                                    | Beruf, bekannt als | Alter | Beleg |
| ------------- | --------------------------------------- | --- | ----- | ----- |
| 1. September  | Frank Craven                            | US-amerikanischer Schauspieler, Autor und Regisseur | 70    |       |
| 1. September  | Gordon Jennings Laing                   | US-amerikanischer klassischer Philologe | 75    |       |
| 1. September  | Vally Wieselthier                       | österreichische Keramikkünstlerin | 50    |       |
| 1. September  | Laurentius Zeller                       | deutscher Benediktinerabt und Bischof | 72    |       |
| 2. September  | Andrejs Apsītis                         | lettischer Radrennfahrer | 57    |       |
| 2. September  | Eric Ny                                 | schwedischer Mittelstreckenläufer | 35    |       |
| 2. September  | Anna Paues                              | schwedische Philologin und Manuskriptforscherin | 78    |       |
| 2. September  | Mason Phelps                            | US-amerikanischer Golfer | 59    |       |
| 2. September  | Roekiah                                 | indonesische Sängerin und Schauspielerin |       |       |
| 2. September  | Heinrich Stegemann                      | deutscher Maler | 56    |       |
| 2. September  | Engelmar Zellner                        | deutscher Ordensbruder, Missionar und Märtyrer | 41    |       |
| 3. September  | Rudolf Blümner                          | deutscher Schauspieler, Rezitator, Lyriker und Essayist | 72    |       |
| 3. September  | Hans Gleichmann                         | deutscher Kraftwerksingenieur | 66    |       |
| 3. September  | Artur Guttmann                          | österreichischer Kapellmeister und Filmkomponist | 54    |       |
| 3. September  | Viktoras Vaičiūnas                      | litauischer Psychiater, Neuropathologe und Hochschullehrer | 48    |       |
| 4. September  | Paul Ruggli                             | Schweizer Chemiker und Hochschullehrer | 61    |       |
| 5. September  | Joachim von Amsberg                     | deutscher General der Infanterie | 76    |       |
| 5. September  | Josef Dell                              | österreichischer Architekt, Bauforscher und Professor an der Deutschen Technischen Hochschule in Brünn                                                              | 86    |       |
| 5. September  | Josef Gruber                            | österreichischer Politiker, Bürgermeister von Linz, Mitglied des Bundesrates                                                                                        | 78    |       |
| 5. September  | Alfred Udo Holzt                        | deutscher Ingenieur und Direktor eines Technikums | 85    |       |
| 5. September  | Louis Weinert-Wilton                    | deutscher Schriftsteller | 70    |       |
| 6. September  | Lizzy van Dorp                          | niederländische Juristin, Frauenrechtlerin und Politikerin | 73    |       |
| 6. September  | Bernhard Finck von Finckenstein         | deutscher General der Infanterie | 81    |       |
| 6. September  | Maximilian von Herff                    | deutscher Offizier, SS-Obergruppenführer und General der Waffen-SS                                                                                                  | 52    |       |
| 6. September  | Jean Mannheim                           | deutsch-amerikanischer Maler | 81    |       |
| 6. September  | John S. McCain senior                   | Admiral der United States Navy | 61    |       |
| 6. September  | Josef Pfitzner                          | sudetendeutscher Historiker | 44    |       |
| 6. September  | Friedrich Magnus V. zu Solms-Wildenfels | deutscher Standesherr, Offizier und Politiker | 58    |       |
| 6. September  | Ludwig Steeg                            | deutscher nationalsozialistischer Politiker, Oberbürgermeister von Berlin                                                                                           | 50    |       |
| 6. September  | Alfred Winkler                          | deutscher Unternehmer | 73    |       |
| 7. September  | Walter Braithwaite                      | britischer General | 79    |       |
| 7. September  | Harrie Kuneman                          | niederländischer Fußballspieler | 59    |       |
| 7. September  | Friedrich Schmitthenner                 | deutscher Entwickler in der Lebensmitteltechnik | 69    |       |
| 7. September  | Albert Lauris Thuras                    | US-amerikanischer Ozeanograf und Entwickler |       |       |
| 8. September  | Paul Philippe Cret                      | französischer Architekt, Industriedesigner und Hochschullehrer | 68    |       |
| 8. September  | Karl-August Hermann Gerbaulet           | deutscher Landrat | 82    |       |
| 8. September  | Jóhann Magnús Bjarnason                 | isländischer Schriftsteller | 79    |       |
| 8. September  | Kawashima Yoshiyuki                     | japanischer General und Politiker | 67    |       |
| 8. September  | John Victor Mackay                      | US-amerikanischer Artdirector und Szenenbildner | 54    |       |
| 8. September  | Leone Proserpio                         | italienischer Ordensgeistlicher, Bischof von Calicut | 67    |       |
| 8. September  | Gottfried Wentz                         | deutscher Archivar und Historiker | 51    |       |
| 9. September  | Aage Bertelsen                          | dänischer Maler | 71    |       |
| 9. September  | Josef Brechensbauer                     | böhmischer Lehrer und Heimatforscher | 77    |       |
| 9. September  | Pol Cassel                              | deutscher Maler und Grafiker der Klassischen Moderne | 53    |       |
| 9. September  | Friedrich Coch                          | deutscher Geistlicher, Bischof der Deutschen Christen im Dritten Reich                                                                                              | 57    |       |
| 9. September  | Max Ehrmann                             | US-amerikanischer Schriftsteller und Dichter | 72    |       |
| 9. September  | Sinaida Hippius                         | russische symbolistische Lyrikerin und Autorin | 75    |       |
| 9. September  | Alice Kauser                            | amerikanische Literatur- und Theateragentin | 73    |       |
| 9. September  | Paul Probst                             | Schweizer Sportschütze | 76    |       |
| 9. September  | Helmut Voelkel                          | deutscher Verwaltungsbeamter | 43    |       |
| 10. September | Johannes Baensch-Drugulin               | deutscher Schriftsetzerei- und Druckereibesitzer | 87    |       |
| 10. September | Josef Gočár                             | tschechischer Architekt und Stadtplaner | 65    |       |
| 10. September | Karl Kimmich                            | deutscher Bankkaufmann (Deutsche Bank) | 64    |       |
| 10. September | Robert Petsch                           | deutscher Germanist und Literaturwissenschaftler | 70    |       |
| 10. September | Joachim Prochno                         | deutscher Archivar und Lehrer | 48    |       |
| 10. September | Väinö Raitio                            | finnischer Komponist | 54    |       |
| 10. September | Otto Christian Scavenius                | dänischer Diplomat | 69    |       |
| 10. September | Hugo Steiner-Prag                       | deutscher Illustrator | 64    |       |
| 11. September | Karl Alexander Brendel                  | deutscher Maler und Holzschneider | 68    |       |
| 11. September | Willibald Krain                         | deutscher Maler, Zeichner und Illustrator | 58    |       |
| 11. September | Kurt Luthmer                            | deutscher Kunsthistoriker und Museumsdirektor | 54    |       |
| 11. September | Aarne Salovaara                         | finnischer Leichtathlet und Turner | 58    |       |
| 12. September | Maximilian von der Asseburg-Neindorf    | deutscher Rittergutsbesitzer, Verwaltungsbeamter und Parlamentarier                                                                                                 | 71    |       |
| 12. September | Gotthold Haekel                         | deutscher Jurist und Politiker | 69    |       |
| 12. September | Oscar W. Hagen                          | US-amerikanischer Politiker | 61    |       |
| 12. September | Robert Hawkes                           | englischer Fußballspieler | 64    |       |
| 12. September | Harry Mummery                           | US-amerikanischer Eishockeyspieler | 56    |       |
| 12. September | Bertram Schrieke                        | niederländischer Orientalist, Anthropologe und Politiker | 54    |       |
| 12. September | Sugiyama Hajime                         | japanischer Feldmarschall und Politiker | 65    |       |
| 12. September | Wilhelm Wenz                            | deutscher Zoologe | 58    |       |
| 13. September | Otakar Bittmann                         | tschechoslowakischer Gynäkologe und Automobilrennfahrer | 54    |       |
| 13. September | Conrad Bürgi                            | Schweizer Politiker (CVP) | 71    |       |
| 13. September | Annibale Comessatti                     | italienischer Mathematiker | 59    |       |
| 13. September | Hermann Döring                          | deutscher Jurist und Pionier der Luftfahrtversicherung | 57    |       |
| 13. September | Karl Fiedler                            | deutscher Politiker | 48    |       |
| 13. September | Bruno Güttner                           | deutscher Schauspieler |       |       |
| 13. September | Aurel von Szily                         | ungarisch-deutscher Augenarzt | 65    |       |
| 13. September | Karl Wollinger                          | österreichischer Politiker (GDVP), Abgeordneter zum Nationalrat und Landtagsabgeordneter im Burgenland                                                              | 68    |       |
| 14. September | Edgar Dacqué                            | deutscher Paläontologe und Naturphilosoph | 67    |       |
| 14. September | Fritz Fuchsenberger                     | deutscher Architekt | 68    |       |
| 14. September | Karl-Friedrich Kolbow                   | deutscher Politiker (NSDAP) | 45    |       |
| 14. September | Hermann Clemens Kosel                   | österreichischer Schriftsteller, Maler, Graphiker und Fotograf | 77    |       |
| 14. September | Wilhelm Krieger                         | deutscher Bildhauer | 68    |       |
| 14. September | Hans Zerny                              | österreichischer Entomologe und Lepidopterologe | 58    |       |
| 14. September | Leopold Zimmerl                         | österreichisch-deutscher Jurist in der Zeit des Nationalsozialismus                                                                                                 | 46    |       |
| 15. September | Harry Daghlian                          | US-amerikanischer Physiker | 24    |       |
| 15. September | Clyde L. Herring                        | US-amerikanischer Politiker | 66    |       |
| 15. September | Richard Pfeiffer                        | deutscher Bakteriologe, Rektor der Universität Breslau | 87    |       |
| 15. September | Siegmar von Schultze-Galléra            | deutscher Schriftsteller und Heimatforscher | 80    |       |
| 15. September | Felix Stiemer                           | deutscher Schriftsteller, Verleger | 49    |       |
| 15. September | André Tardieu                           | französischer Politiker | 68    |       |
| 15. September | Georg Vollerthun                        | deutscher Komponist, Dirigent und Musikpädagoge | 68    |       |
| 15. September | Anton Webern                            | österreichischer Komponist und Dirigent | 61    |       |
| 16. September | Josef Bechter                           | österreichischer Politiker (CSP), Landtagsabgeordneter zum Vorarlberger Landtag                                                                                     | 86    |       |
| 16. September | Oswald Bergener                         | deutscher Schriftsteller | 82    |       |
| 16. September | Summers Melville Jack                   | US-amerikanischer Politiker | 93    |       |
| 16. September | Heinrich Jansen                         | deutscher Landrat im Kreis Brilon | 69    |       |
| 16. September | Richard Kolb                            | nationalsozialistischer Rundfunkredakteur | 54    |       |
| 16. September | John McCormack                          | irischer Opernsänger (Tenor) | 61    |       |
| 16. September | Hubert Rüther                           | deutscher Grafiker und Maler | 59    |       |
| 16. September | Carl Schiffner                          | deutscher Hüttenkundler und Hochschullehrer | 80    |       |
| 16. September | Hugo Sinzheimer                         | deutscher Rechtswissenschaftler | 70    |       |
| 17. September | Arturo Acuña                            | chilenischer Fußballspieler | 64    |       |
| 17. September | Karl Fahrenhorst                        | deutscher Journalist und Politiker (NSDAP), MdR, MdL | 63    |       |
| 17. September | Heinrich Haake                          | deutscher Politiker (NSDAP), MdR, Gauleiter | 53    |       |
| 17. September | Cleveland A. Newton                     | US-amerikanischer Politiker | 72    |       |
| 17. September | Charles Spearman                        | britischer Psychologe | 82    |       |
| 18. September | Rudolf Fuchs                            | österreichischer Theaterschauspieler | 84    |       |
| 18. September | Blind Willie Johnson                    | US-amerikanischer Blues-Musiker | 48    |       |
| 18. September | Dmitri Borissowitsch Kedrin             | ukrainisch-russischer Journalist und Dichter | 38    |       |
| 18. September | Bernhard von Kielmansegg                | sächsischer Generalmajor | 79    |       |
| 18. September | Heinrich Mack                           | deutscher Historiker und Archivar der Stadt Braunschweig | 78    |       |
| 18. September | Raymund Netzhammer                      | deutscher römisch-katholischer Bischof | 83    |       |
| 18. September | Hans Rotter                             | österreichischer Politiker (CS), Mitglied des Bundesrates, Heimatforscher                                                                                           | 76    |       |
| 18. September | Arnold Ræstad                           | norwegischer Jurist und Politiker | 67    |       |
| 18. September | Anna Sablairolles                       | niederländische Schauspielerin | 84    |       |
| 18. September | Walter Schmitt                          | deutscher General der Waffen-SS, SS-Obergruppenführer und Politiker (NSDAP), MdR                                                                                    | 66    |       |
| 18. September | Hermann Vallentin                       | deutscher Schauspieler und Sänger | 73    |       |
| 18. September | Volin                                   | russischer Anarchist und Revolutionär | 63    |       |
| 19. September | Matthaeus Carl Banzer                   | deutscher Hotelkaufmann und Autor, Begründer des Internationalen Verbands der Köche                                                                                 | 78    |       |
| 19. September | Erich Bräunlich                         | deutscher Orientalist und Philologe | 53    |       |
| 19. September | Fritz Hassold                           | tschechoslowakischer Rechtsanwalt und Abgeordneter der Deutschen Nationalpartei im Prager Parlament                                                                 | 51    |       |
| 19. September | Carl Niederberger                       | Schweizer Politiker | 68    |       |
| 19. September | William B. Richardson                   | US-amerikanischer Politiker | 70    |       |
| 19. September | Alfred Ruhmann                          | österreichischer Papierfabrikant, Amateur-Entomologe und -Fotograf                                                                                                  | 50    |       |
| 19. September | Paul Scheurich                          | deutscher Maler, Grafiker, Gebrauchsgrafiker und Kleinplastiker | 61    |       |
| 19. September | Edward Swann                            | US-amerikanischer Jurist und Politiker | 83    |       |
| 20. September | Albrecht von Alvensleben                | deutscher Rittergutsbesitzer und Hofbeamter | 66    |       |
| 20. September | Julius Arp                              | deutscher Kaufmann und Großindustrieller in Brasilien | 87    |       |
| 20. September | Edward W. Berry                         | US-amerikanischer Paläobotaniker | 70    |       |
| 20. September | Joseph Bidez                            | belgischer Klassischer Philologe | 78    |       |
| 20. September | Fritz Burmann                           | deutscher Maler | 53    |       |
| 20. September | Elias Erdtman                           | schwedischer Landschaftsmaler | 82    |       |
| 20. September | Walter Geisler                          | deutscher Geograph | 54    |       |
| 20. September | Hans R. Hedrich                         | deutscher Jurist, Verwaltungsbeamter und Politiker (DDP), Minister                                                                                                  | 79    |       |
| 20. September | Moritz Vetter von der Lilie             | mährisch-österreichischer Beamter, Großgrundbesitzer, Arzt und Politiker                                                                                            | 89    |       |
| 20. September | Rudolf Schicketanz                      | deutscher Politiker (NSDAP), MdR | 45    |       |
| 20. September | William Buehler Seabrook                | US-amerikanischer Schriftsteller, Okkultist, Globetrotter und Journalist                                                                                            | 61    |       |
| 20. September | Georg Westermann                        | deutscher Verleger | 76    |       |
| 20. September | Eduard Wirths                           | deutscher SS-Standortarzt in Auschwitz | 36    |       |
| 21. September | Aleksander Antson                       | estnischer Schriftsteller | 46    |       |
| 21. September | Heinrich Hüner                          | deutscher Schriftsteller | 64    |       |
| 21. September | Eduard Heinrich Knackfuss               | deutscher Dominikaner, katholischer Priester und Maler | 89    |       |
| 21. September | Willy Lohmann                           | deutscher Politiker (DDP), MdL und Beamter der Schulverwaltung | 62    |       |
| 21. September | Otto Portzehl                           | deutscher Pädagoge | 85    |       |
| 21. September | Hans Werner Skafte Rasmussen            | deutscher Industrieller | 39    |       |
| 21. September | Karl Schiemenz                          | deutscher Fischereiökonom und -funktionär in der Zeit des Nationalsozialismus                                                                                       | 44    |       |
| 22. September | Rudolf Bingel                           | Vorstandsvorsitzender der Siemens-Schuckertwerke | 63    |       |
| 22. September | Thomas Burke                            | britischer Autor | 58    |       |
| 22. September | Hugo Falkenheim                         | deutscher Internist, Pädiater, Sanitätsoffizier und Hochschullehrer                                                                                                 | 89    |       |
| 22. September | Hans Hoppeler                           | Schweizer Mediziner und Politiker | 66    |       |
| 22. September | Mathias Nonn                            | deutscher Gewerkschafter und Politiker (SPD), MdL | 69    |       |
| 22. September | Heinrich Wolfgang Seidel                | Pfarrer und Schriftsteller | 69    |       |
| 22. September | August Wiegand                          | deutscher Theologe | 80    |       |
| 23. September | Wolfgang Brügel                         | bayerischer Landtagsabgeordneter | 62    |       |
| 23. September | Bruce L. Clark                          | US-amerikanischer Paläontologe | 65    |       |
| 23. September | Honorio Pueyrredón                      | argentinischer Jurist, Universitätsprofessor, Politiker und Diplomat                                                                                                | 69    |       |
| 23. September | Celestino Rosatelli                     | italienischer Luftfahrtingenieur | 60    |       |
| 24. September | La Argentinita                          | argentinisch-spanische Tänzerin, Choreografin und Sängerin | 48    |       |
| 24. September | Fabio Fabbi                             | italienischer Maler und Illustrator | 84    |       |
| 24. September | Hans Geiger                             | deutscher Physiker | 62    |       |
| 24. September | Oskar Siffling                          | deutscher Fußballspieler | 26    |       |
| 25. September | Julius Korngold                         | österreichischer Musikkritiker | 84    |       |
| 25. September | Rudolf Krauss                           | deutscher Literaturwissenschaftler und Archivrat | 84    |       |
| 25. September | William Nathaniel Rogers                | US-amerikanischer Politiker | 53    |       |
| 25. September | Arthur Joseph Russell                   | US-amerikanischer Journalist und Schriftsteller | 84    |       |
| 25. September | John H. Worst                           | US-amerikanischer Politiker | 94    |       |
| 26. September | Béla Bartók                             | ungarischer Komponist | 64    |       |
| 26. September | Richard Beer-Hofmann                    | österreichischer Dramatiker und Lyriker | 79    |       |
| 26. September | Alexander Alexejewitsch Chanschonkow    | russischer Unternehmer der Filmindustrie | 68    |       |
| 26. September | Jean-Auguste Dampt                      | französischer Bildhauer | 91    |       |
| 26. September | Hermann Dauer                           | deutscher Landrat | 44    |       |
| 26. September | Leonhard Kaupisch                       | deutscher Offizier, zuletzt General der Artillerie im Zweiten Weltkrieg                                                                                             | 67    |       |
| 26. September | Erich Kips                              | deutscher Maler | 76    |       |
| 26. September | August Lomberg                          | deutscher Schulleiter und Lehrbuchautor | 86    |       |
| 26. September | Karl Ludloff                            | deutscher Orthopäde, Chirurg | 81    |       |
| 26. September | Miki Kiyoshi                            | japanischer Philosoph | 48    |       |
| 26. September | Irene Pregler-Grundeler                 | österreichische Malerin | 77    |       |
| 26. September | Wilhelmine Wrage                        | deutsche Malerin (Frau von Hinrich Wrage) | 86    |       |
| 27. September | Oscar Amoëdo y Valdes                   | kubanischer Arzt und Zahnarzt | 81    |       |
| 27. September | José Barrientos                         | kubanischer Leichtathlet | 41    |       |
| 27. September | Otto Brenzel                            | deutscher Politiker (KPD), MdR und Widerstandskämpfer gegen den Nationalsozialismus                                                                                 | 47    |       |
| 27. September | Charles W. Gilmore                      | US-amerikanischer Paläontologe | 71    |       |
| 27. September | Max Ludwig                              | deutscher Dirigent, Organist, Chorleiter, Komponist und Hochschullehrer                                                                                             | 62    |       |
| 27. September | Hans Nägeli                             | Schweizer Politiker (Demokratische Partei) | 80    |       |
| 27. September | Georg Pettendorfer                      | deutscher Fotograf | 86    |       |
| 27. September | Martin Schwarz                          | deutscher Architekt | 59    |       |
| 27. September | Julius Spriestersbach                   | deutscher Lehrer und Geologe | 73    |       |
| 27. September | Walter Z'Rotz                           | Schweizer Politiker | 67    |       |
| 28. September | Herbert Barthel                         | deutscher Politiker (NSDAP), MdR und SA-Führer | 50    |       |
| 28. September | Heinrich Seetzen                        | deutscher Verwaltungsjurist, Mitglied der NSDAP und der SS, Kommandeur der Einsatzgruppen der Sicherheitspolizei und des SD, Sonderkommando 10a und Einsatzgruppe B | 39    |       |
| 28. September | Paul Sudeck                             | deutscher Chirurg | 78    |       |
| 29. September | Adolf Decker                            | deutscher Gewerkschafter und Politiker (SPD), MdL | 79    |       |
| 29. September | Norbert von Hannenheim                  | Komponist | 47    |       |
| 29. September | Bertil Uggla                            | schwedischer Stabhochspringer, Fechter und Moderner Fünfkämpfer | 55    |       |
| 30. September | Julius Dreger                           | österreichischer Geologe und Paläontologe | 84    |       |
| 30. September | Sture Ericsson                          | schwedischer Turner | 47    |       |
| 30. September | Eduard Loch                             | deutscher Philologe und Studentenhistoriker in Königsberg (Preußen)                                                                                                 | 77    |       |
| 30. September | Agnes Stavenhagen                       | deutsche Opernsängerin (Sopran) | 85    |       |
|               | Ernst von Borsig junior                 | deutscher Widerstandskämpfer gegen den Nationalsozialismus | 38    |       |
|               | Josef Meyer                             | deutscher Politiker | 62    |       |
|               | Tạ Thu Thâu                             | vietnamesischer Revolutionär, Führer der Vierten Internationale in Vietnam                                                                                          | 39    |       |